# De slet van 6vwo
De slet van 6 vwo is een Nederlandse internetserie van AVROTROS geproduceerd door Stepping Stone Producties/Me at the Zoo. De regie is in handen van David Cocheret en het script is geschreven door Manju Reijmer.

## Geschiedenis
De eerste aflevering ging op 2 november 2017 online; vanaf september 2018 ging seizoen 2 van start. 

### Korte omschrijving van elk seizoen
- Het eerste seizoen draait om de gevolgen die Laura ondervindt wanneer een pikante foto van haar wordt doorgestuurd (sexting) naar iedereen binnen haar school; ze krijgt te maken met cyberpesten.
- Het tweede seizoen gaat over de geheime verboden relatie tussen Demi en haar leraar Paul Winters.
- Het derde seizoen gaat over de twee vriendinnen Justine en Sam die uitzoeken wat er de avond van een feestje gebeurd is en hoe Justine aan een black-out komt.
- Het vierde seizoen gaat over Sephine Voorthuizen die na een schoolfeest van een toren springt, hierna reageert de gehele gemeenschap geschokt. Haar klasgenoot Alex ergert zich aan het schijnheilige gedrag van het roddelende dorp en ontdekt dat er meer achter de zelfmoord van Sephine zat.

## Seizoen 1
| Acteur             | Personage             |
| ------------------ | --------------------- |
| Lisa Zweerman      | Laura                 |
| Nick Garcia        | Mitchell              |
| Bruno Prent        | Jack                  |
| Joep Sertons       | vader Laura           |
| Wart Kamps         | meneer van der Sanden |
| Margien van Doesen | rector Kempman        |
| Fenna Ramos        | Ramona                |
| Quincy Sedney      | Raj                   |

## Seizoen 2
| Acteur           | Personage    |
| ---------------- | ------------ |
| Romy Gevers      | Demi         |
| Dzifa Kusenuh    | Akua         |
| Marije Zuurveld  | Femke        |
| Luca Hollestelle | Melissa      |
| Jord Knotter     | Paul Winters |
| Keanu Visscher   | Tane         |
| Daniël Kolf      | Wesley       |
| Levy Jansen      | Jeroen       |
| Lisa Zweerman    | Laura        |
| Bruno Prent      | Jack         |

## Seizoen 3
| Acteur              | Personage |
| ------------------- | --------- |
| Sonia Eijken        | Samah     |
| Venna van den Bosch | Justine   |
| Buddy Vedder        | Sander    |
| Armand Rosbak       | Said      |
| Brandon Chen        | Harm      |
| Koen van der Molen  | Luc       |
| Bruno Prent         | Jack      |

## Seizoen 4

### Hoofdrollen
| Acteur              | Personage          |
| ------------------- | ------------------ |
| Florence Vos Weeda  | Alex Idema         |
| Stephanie van Eer   | Maya               |
| Bram Klappe         | Olaf               |
| Achraf Koutet       | Youssef            |
| Jolijn Henneman     | Sherry             |
| Tjebbo Gerritsma    | Geoffrey Sleeswijk |
| Carolina Dijkhuizen | Janet Adjei        |
| Carré Albers        | Sephine            |

### Bijrollen
| Acteur                | Personage             |
| --------------------- | --------------------- |
| Martijn Fischer       | Daniel Idema          |
| Sandra Mattie         | Marthe Idema          |
| Chris Tates           | Frank Voorthuizen     |
| Ilse Heus             | Liselotte Voorthuizen |
| Steve Hooi            | Meneer Duindoorn      |
| Patrick Stoof         | Agent Iepelaar        |
| Toprak Yalçiner       | Agent Roosmael        |
| Romy Pho              | Lian                  |
| Niek Roozen           | Duco                  |
| Mylène d'Anjou        | Mevrouw Diepeveen     |
| Lukas Dijkema         | Ivo                   |
| Gonca Karasu          | Heleen de Graaf       |
| Thomas Boer           | Psych Bram            |
| Mahjoub Benmoussa     | Achraf Bouchikhi      |
| Dima Elabeidi         | Dunya Bouchikhi       |
| Hiske Bongaarts       | Fleur                 |
| Jasper Boeke          | Vader Duco            |
| Delphin Metsers       | Donna                 |
| Jarmo van Zantwijk    | Nathan                |
| Ton Feil              | Pastoor               |
| Nellie Benner         | Verslaggever          |
| Giselle Orlandi       | Naomi                 |
| Annick Zeldenrijk     | Ines                  |
| Florian Regtien       | Jongen                |
| Marije Gubbels        | Mevrouw Akkerman      |
| Ayrton Kirchiner      | Baliemederwerker      |
| Jaimie van der Velden | Estelle               |
| Taco Snelleman        | N.N.B                 |
| Roza Celia Bom        | Anna                  |

## Afleveringen

### Seizoen 1
| Aflevering | Titel   | Kijkcijfers |
| ---------- | ------- | ----------- |
| 1          | Pic     | 659.171     |
| 2          | Sexy    | 541.393     |
| 3          | Faya    | 530.560     |
| 4          | Sleutel | 520.802     |
| 5          | Val     | 557.623     |
| 6          | Hack    | 570.986     |
| 7          | Slet    | 530.609     |
| 8          | Gotcha  | 1.240.915   |

### Seizoen 2
| Aflevering | Titel         | Kijkcijfers |
| ---------- | ------------- | ----------- |
| 1          | Verliefd      | 951.592     |
| 2          | #Metoo        | 1.427.036   |
| 3          | Slachtoffer   | 747.921     |
| 4          | Bewijs        | 669.444     |
| 5          | Vrijgesproken | 692.234     |
| 6          | Verdediging   | 636.333     |
| 7          | Verdachten    | 691.810     |
| 8          | Hulp          | 636.611     |
| 9          | Schoolfeest   | 626.619     |
| 10         | Winters       | 712.637     |

### Seizoen 3
| Aflevering | Titel       | Kijkcijfers |
| ---------- | ----------- | ----------- |
| 1          | Fissa       | 677.347     |
| 2          | Black out   | 417.742     |
| 3          | Game on     | 340.319     |
| 4          | Banga NR. 1 | 283.978     |
| 5          | Wasted      | 317.647     |
| 6          | Liquid X    | 268.324     |
| 7          | 0800-0188   | 279.528     |
| 8          | Geil        | 433.123     |
| 9          | De kapitein | 276.257     |
| 10         | Verraad     | 252.030     |
| 11         | Cheers      | 253.934     |
| 12         | Game over   | 261.845     |

### Seizoen 4
| Aflevering | Titel         | Uitzending   | Kijkcijfers |
| ---------- | ------------- | ------------ | ----------- |
| 1          | Sephine       | 5 juli 2021  |             |
| 2          | Het onderzoek | 6 juli 2021  |             |
| 3          | Sleazy        | 7 juli 2021  |             |
| 4          | Gestoord      | 8 juli 2021  |             |
| 5          | Kolderfeest   | 9 juli 2021  |             |
| 6          | Ongewenst     | 12 juli 2021 |             |
| 7          | Buitenspel    | 13 juli 2021 |             |
| 8          | Fuckseph-full | 14 juli 2021 |             |
| 9          | Online        | 15 juli 2021 |             |
| 10         | Geslaagd      | 16 juli 2021 |             |